# Арча (Афганистан)
Арча (дари ارچه) — кишлак на северо-востоке Афганистана, в вилаяте (провинции) Бадахшан. Входит в состав района Вахан.

## Географическое положение
Кишлак расположен на северо-востоке Бадахшана, в высокогорной местности, на левом берегу реки Вахандарьи, на расстоянии приблизительно 234 километров к востоку от города Файзабада, административного центра вилаята. Абсолютная высота — 3210 метров над уровнем моря. Ближайшие населённые пункты — кишлак Рокот (выше по течению Вахандарьи), кишлак Паджраб (ниже по течению Вахандарьи).

## Население
На 2003 год суммарное население кишлаков Арча и Рокот составляло 112 человек. В национальном составе преобладают ваханцы.